# Немиє-Старі
Немиє-Старі (пол. Niemyje Stare) — село в Польщі, у гміні Рудка Більського повіту Підляського воєводства.
Населення — 81 особа (2011).
У 1975-1998 роках село належало до Білостоцького воєводства.

## Демографія
Демографічна структура станом на 31 березня 2011 року:
|          | Загалом | Допрацездатний вік | Працездатний вік | Постпрацездатний вік |
| -------- | ------- | ------------------ | ---------------- | -------------------- |
| Чоловіки | 37      | 11                 | 22               | 4                    |
| Жінки    | 44      | 12                 | 20               | 12                   |
| Разом    | 81      | 23                 | 42               | 16                   |